# 더 레이븐

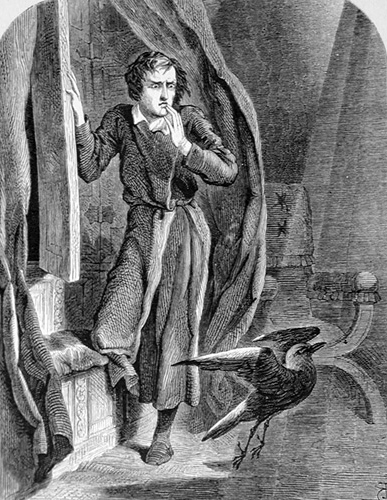

〈더 레이븐〉(The Raven)은 미국의 작가 에드거 앨런 포가 1845년 1월 29일 발표한 시이다. 갈까마귀라고 흔히 번역되지만, 갈까마귀(jackdaw)는 까마귀과에서 가장 작은 종이며 몸에 흰 털이 섞여 있는데 비해 도래까마귀(raven)는 까마귀과에서 가장 큰 종이고 전신이 새까만 종인지라 잘못된 번역이다. 볼티모어 연고의 미식 축구 팀 볼티모어 레이븐스의 이름의 유래가 되었다.
앨런 포는 1846년 후속 에세이 "작문의 철학"(The Philosophy of Composition)에서 설명했듯이 비판적 취향과 대중적 취향 모두에 호소하는 시를 만들려는 의도로 시를 논리적이고 체계적으로 썼다고 주장했다. 이 시는 찰스 디킨스(Charles Dickens)의 소설 바나비 러지: 80년대 폭동 이야기(Barnaby Rudge: A Tale of the Riots of Eighty)에 나오는 말하는 까마귀에게서 부분적으로 영감을 받았다. 앨런 포는 엘리자베스 배럿 브라우닝의 시 "제랄딘 부인의 구혼(Lady Geraldine's Courtship)"을 바탕으로 복잡한 리듬과 운율을 기초로 했으며, 전체적으로 두운뿐만 아니라 내부 운율도 활용했다.
"더 레이븐"은 1845년 1월 29일 뉴욕 이브닝 미러(New York Evening Mirror)에 실린 포의 작품으로 처음 소개되었다. 이 출판으로 인해 포는 일생 동안 인기를 얻었지만 재정적으로 큰 성공을 거두지는 못했다. 이 시는 곧 재인쇄되고, 패러디되고, 삽화가 그려졌다. 이 시의 문학적 지위에 대해서는 비판적인 의견이 분분하지만 그럼에도 불구하고 이 시는 지금까지 쓰여진 가장 유명한 시 중 하나로 남아 있다.